# Powicie
Powicie (biał. Павіцце, Pawiccie) – wieś (do 2011 roku była agromiasteczkiem) na Białorusi, w rejonie kobryńskim obwodu brzeskiego. Miejscowość wchodzi w skład sielsowietu Powicie.

## Zabytki
We wsi stoi drewniana parafialna cerkiew prawosławna pw. Narodzenia Najświętszej Maryi Panny z 1911 roku.